# Florenville

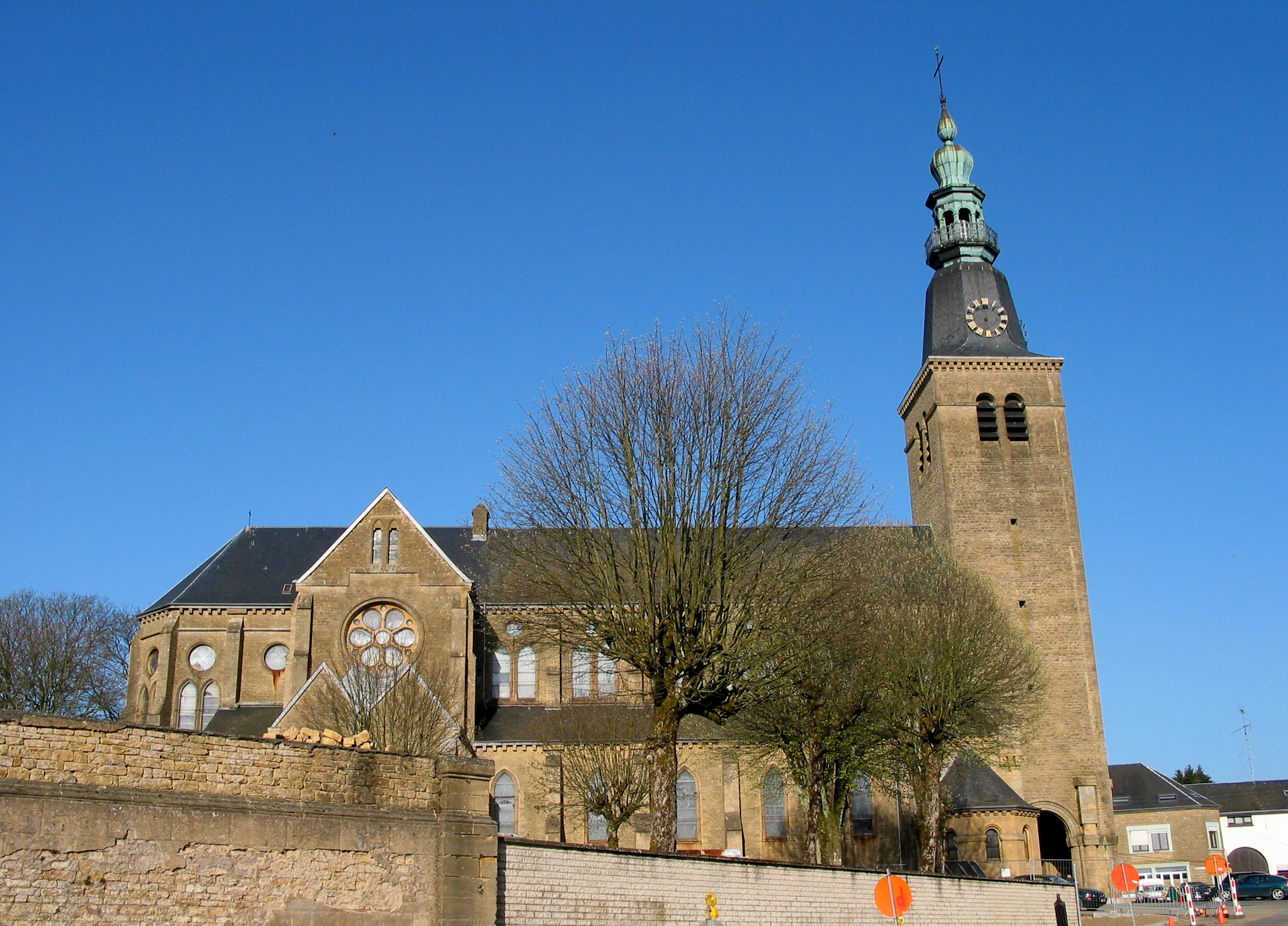
Kirche Florenville

Florenville ist eine Gemeinde mit etwa 5500 Einwohnern im Südosten von Belgien in der Wallonischen Region.
Die Stadt liegt auf einer Anhöhe, am Ufer der Semois (deutsch Sesbach). Im Südwesten des Gemeindegebietes verläuft die Marche, die hier auch Ruisseau de Williers genannt wird.

## Geschichte
Gemeindeteil Chassepierre: Zwischen 710 und 718 soll der Bischof von Verdun hier  in „Casam Petriam“ drei Schenkungen bekommen haben. Das haben Bischöfe und Mönche im 10. Jahrhundert aufgeschrieben (Quelle: Regnum Francorum online GestaVirdun 010ff. = MGH SS 4). Während der Regierungszeit König Lothars II. (855–869) müsste das Marienkloster in Aachen hier Besitz bekommen haben, denn eine auch nicht im Original erhaltene „Urkunde“ Kaiser Arnulfs von 888 bestätigt dem Aachener Marienkloster seinen Besitz hier in „Casapetrea“ (Quelle: MGH DD Arn 31 nach einer Abschrift vom Ende des 12. Jh.).
Gemeindeteil Florenville: Nach der belgischen Geschichtsschreibung gehörte der Ort im 11. Jahrhundert den Grafen von Chiny und wurde zu Beginn des 13. Jahrhunderts zu einer „seigneurie“ erhoben. „Man hat keine Spuren dieser Epoche wiedergefunden. ... Der Mittelpunkt hat sich nach Chiny verschoben“, heißt es in der „Historique de Florenville“ (http.chez.com). Es wurden bis heute keine mittelalterlichen Urkunden entdeckt.
Gemeindeteil Fontenoille: Die Geschichte ist nicht erforscht.
Gemeindeteil Lacuisine: Die Frühgeschichte ist nicht erforscht. „... affranchi en 1304 par le comte de Chiny“ heißt es bei Delmelle (s. u.)
Gemeindeteil Muno: Hier wurde 1053 ein Priorat (prieuré) gegründet (Quellen fehlen, das angebliche Gründungsjahr findet sich z. B. bei Delmelle, Abbayes..., 1973). Bis zu seiner Aufgabe im 16. Jahrhundert soll es unbedeutend geblieben sein. Bis heute wichtig geblieben für Touristen und Wallfahrer ist die 1132 im Gemeindeteil Orval gegründete Abtei, deren Neubauten bis heute von Mönchen bewohnt werden. Schutzherren der Abtei wurden die Grafen von Chiny. Zu Beginn des 13. Jahrhunderts gründete Louis, Comte de Chiny, hier ein herrschaftliches Gut (seigneurie). Im 16. Jahrhundert erbaute die Abtei Orval hier eine Schmiede (forge). Die heutige Kirche entstand um 1874.
Gemeindeteil Sainte-Cécile: Die Geschichte ist noch unerforscht.

## Verkehr
Die Gemeinde besitzt seit 1879 einen Bahnhof an der Bahnstrecke Athus–Bertrix-Libramont, die mit französischem Wechselstrom betrieben wird.

## Sehenswürdigkeiten
Bekannt ist die Abtei Orval, ursprünglich aus dem 12. Jahrhundert. Neben den Ruinen wurde auf den Kellern des barocken Neubaus aus dem 18. Jahrhundert ab 1926 ein neues Kloster errichtet, das auch für sein Trappistenbier bekannt ist.